# Project 575
Project 575 (プロジェクト575?, Purojekuto 575) è un progetto multimediale, creato da SEGA, che utilizza la sintesi vocale Vocaloid per creare musica secondo il tradizionale schema 5-7-5 delle poesie tanka ed haiku. Tale progetto conta due videogiochi e una serie anime.
Un'applicazione per iPhone intitolata Uta yomi 575 (うた詠み５７５? lett. "Lettore di canzoni 575") è stata pubblicata il 26 luglio 2013. Un videogioco per PlayStation Vita intitolato Uta kumi 575 (うた組み５７５? lett. "Costruttore di canzoni 575") è stato pubblicato il 23 gennaio 2014. Entrambi i titoli sono una combinazione tra i giochi ritmici e quelli in cui si devono comporre parole. Una serie televisiva anime di 4 episodi, ispirata ai due videogiochi ed intitolata Go! Go! 575, è stata trasmessa su Tokyo MX dal 9 al 30 gennaio 2014.

## Personaggi
Azuki Masaoka (正岡 小豆?, Masaoka Azuki)
Doppiata da: Yuka Ōtsubo
Matcha Kobayashi (小林 抹茶?, Kobayashi Matcha)
Doppiata da: Ayaka Ōhashi
Yuzu Yosano (与謝野 柚子?, Yosano Yuzu)
Doppiata da: Minako Kotobuki

## Accoglienza
Famitsū ha attribuito al videogioco per PlayStation Vita una valutazione pari a 29/40. La recensione di PlayStation LifeStyle ne ha elogiato in particolar modo i personaggi principali, le canzoni e la struttura del gameplay, dandogli invece un punteggio di 7 su 10.